# Most Ponińskiego
Most Ponińskiego – most łyżwowy (pływający) wybudowany w 1775 na Wiśle w Warszawie, u wylotu ulicy Bednarskiej.

## Opis
Inwestorem mostu był podskarbi wielki koronny Adam Poniński, który za wybudowanie przeprawy miał prawo przez 10 lat pobierać opłaty mostowe, a po tym terminie płacić skarbowi państwa 50 tys. złotych rocznie.
Opłata za przejście lub przejazd przez most wynosiła: 2 grosze od człowieka pieszego, 4 grosze od konia lub bydlęcia, 20 groszy od karety ładownej, 1 złoty od bryki ładownej, 5 złotych od przepuszczenia statku szlacheckiego i 10 złotych od statku kupieckiego. Z opłat byli zwolnieni żebracy i żołnierze jurysdykcji marszałkowskiej.
Most był wsparty na 43 łodziach (staropol. łyżwach). Został zbudowany według projektu Efraima Szregera przez Jana Kristiana Lehmnanna, inżyniera w korpusie pontonierów. Most był rozbierany w okresie zimowym na okres 4–5 miesięcy.
W 1781 i w 1786 most został uszkodzony przez lód. W 1786 został przejęty przez Komisję Skarbu Koronnego.
W dniu 4 listopada 1794 po rzezi Pragi przez Rosjan, naczelnik powstania kościuszkowskiego Tomasz Wawrzecki nakazał spalić most, by uniemożliwić przedostanie się wroga na lewy brzeg Wisły. Został on prowizorycznie naprawiony na rozkaz Aleksandra Suworowa 9 listopada, a całkowicie w kwietniu 1795. Oświetlany 13 latarniami odbudowany most był wsparty na 44 łodziach. Został zniszczony po raz kolejny 25 listopada 1806 przez cofających się przed wojskami Napoleona Prusaków i Rosjan.

### Konstrukcja przeprawy
- most oparty na płaskodennych łodziach
- bale drewniane ułożone obok siebie,
- barierka